# Onthophagus coptorhinoides
Onthophagus coptorhinoides là một loài bọ cánh cứng trong họ Bọ hung (Scarabaeidae).